# 930 Westphalia
930 Westphalia eller 1920 GS är en asteroid i huvudbältet, som upptäcktes den 10 mars 1920 av den tysk-amerikanske astronomen Walter Baade i Bergedorf. Den har fått sitt namne efter den tyska regionen Westfalen i vilken dess upptäckare var född i.
Asteroiden har en diameter på ungefär 34 kilometer.